# Tamurejo
Tamurejo – gmina w Hiszpanii, w prowincji Badajoz, w Estramadurze, o powierzchni 29,71 km². W 2011 roku gmina liczyła 249 mieszkańców.